# Henri Rollet (avocat)
Pour les articles homonymes, voir Rollet et Henri Rollet.
Henri Félix Rollet, né le 13 février 1860 à Soissons (Aisne), mort le 27 décembre 1934, était un avocat français et fut l'un des principaux artisans des évolutions de la justice des mineurs du début du XXe siècle en France et dans le monde. Il fut le premier juge des enfants à Paris, fonction créée par la loi de 1912.

## Biographie
Henri Rollet fut avocat à la Cour d’Appel de Paris de 1882 à 1914. Vigoureusement opposé à la théorie du « criminel-né », de Cesare Lombroso, il inspira notamment deux lois :
- la loi du 24 juillet 1889 qui permet de séparer l’enfant de ses parents, lorsque ces derniers sont reconnus « indignes » ;
- la loi du 22 juillet 1912 qui fixe l’âge de la responsabilité pénale à treize ans et décida la création des tribunaux pour enfants.

Après avoir découvert le principe de la liberté surveillée aux États-Unis en 1907, il l'expérimenta à Paris.
Il crée en 1890 le Patronage de l’enfance et de l’adolescence. En 1912 d'importants locaux sont ouverts pour le patronage au n°379 de la rue de Vaugirard à Paris.
Henri Rollet fonda en 1914 l'association « La Tutélaire » connue ensuite sous son nom - « Association Henri Rollet », avant de prendre en mai 2018 le nom d'« Esperem ». Convaincu de la nécessité de confier à des travailleurs sociaux spécialisés le recueil de renseignement sur les enfants et leurs familles, il créa une « École de Service Social » et, avec le soutien financier d'Olga Spitzer, fonda le « Service social de l'enfance en danger moral », devenue depuis l'Association Olga Spitzer puis en janvier 2022, la Fondation Olga Spitzer.
En 1931, il publie, avec la juge polonaise Wanda Grabińska, un guide des services auxiliaires des tribunaux pour mineurs en 1931.

## Distinctions
- Chevalier de la Légion d'honneur (1901)
- Commandeur de l'Ordre de Léopold II de Belgique (1927)
- Médaille d'or du Congrès des États-Unis (1923)
- Président d'Honneur de l'Association internationale pour la protection de l'enfance (1930)

Une place du 15e arrondissement de Paris porte son nom.